# الغزو الساساني للقدس
احتلت الإمبراطورية الساسانية القدس بعد حصار قصير في عام 614، في أثناء الحرب الساسانية-البيزنطية 602-628، بعد أن عين الشاه الفارسي كسرى الثاني قائده شهربراز لغزو المناطق البيزنطية في الشرق الأدنى. بعد الانتصار في أنطاكية، احتل شهربراز قيسارية ماريتيما، العاصمة الإدارية للإقليم. بحلول هذا الوقت كان المرفأ الداخلي الكبير غير منظم وعديم الفائدة، ولكن الإمبراطور أناستاسيوس أعاد بناء الميناء الخارجي وظلت قيسارية مدينة بحرية مهمة، ما أتاح للإمبراطورية الفارسية الوصول إلى البحر الأبيض المتوسط. انضم نحميا بن هوشيل وبنيامين من طبرية (رجل فاحش الثراء)، إلى الفرس الساسانيين، وجندا جنودًا يهودًا من طبريا والناصرة ومدن الجليل الجبلية وسلحوهم، وساروا إلى جانب مجموعة من العرب واليهود الآخرين من جنوب البلاد إلى القدس. انضم نحو 20,000 متمرد يهودي إلى الحرب ضد المسيحيين البيزنطيين. تراوح عددهم وفقًا للأرقام المؤرخة بين 20,000-26,000. قدر، حسب المصدر، أن الجيش الفارسي المعزز بقوات يهودية بقيادة نحميا بن هوشيل وبنيامين من طبرية سيحتل القدس دون مقاومة، أو بعد حصار وخرق السور بالمدفعية (المقلاع).

## خلفية

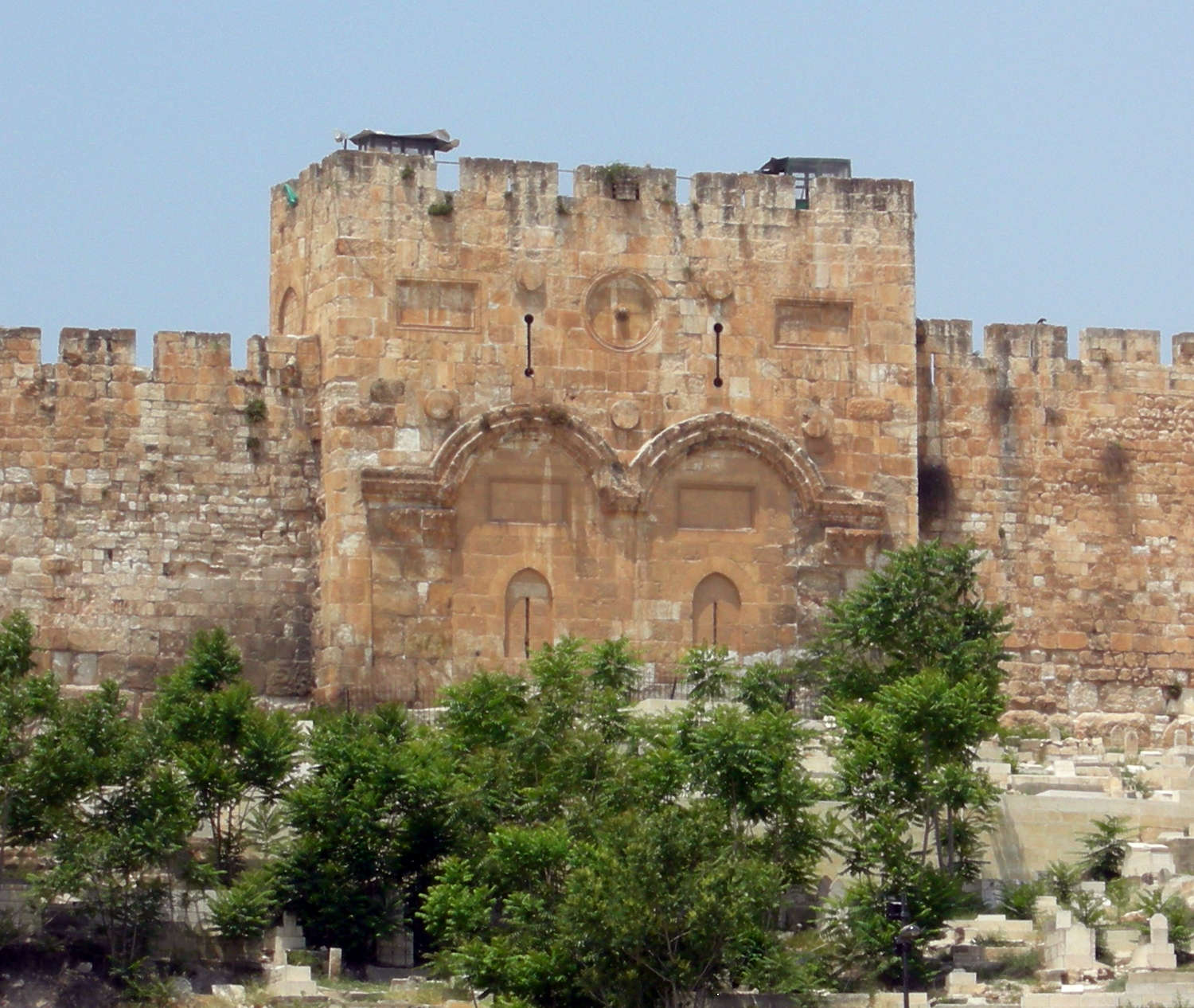
البوابة الذهبية شيدت نحو عام 520 م.

تعرض اليهود والسامريون للاضطهاد بشكل متكرر من قبل البيزنطيين ما أدى إلى العديد من الثورات. إذ طورت الدعاية الدينية البيزنطية مبادئ قوية معادية لليهود. حاول اليهود المساعدة في دعم التقدم الساساني في حالات عديدة. أدت مذبحة في أنطاكية عام 608 إلى ثورة يهودية في عام 610 ولكنها سحقت. ثار اليهود لاحقًا في كل من صور وعكا عام 610. فذبح يهود صور ردًا على          ذلك. فأصبح البيزنطيون يعتبرون ظالمين، بعكس الأوقات السابقة عندما دعم اليهود المسيحيين في القتال ضد سابور الأول.
مُنع اليهود بعد ثورة بار كوخبا عام 135 م من دخول مدينة القدس. سمح قسطنطين لليهود بالدخول إلى القدس يوم واحد كل عام، وهو يوم تيشـْعاه بئاڤ (ذكرى خراب الهيكل المقدس). في عام 438 م، أزالت الإمبراطورة يودوكسيا الحظر المفروض على دخول اليهود المدينة. ولكن، أُعيد الحظر، نتيجةً للمعارضة المسيحية العنيفة. استمر حظر الاستيطان حتى الفتح العربي، ما عدا فترة حكم الإمبراطور يوليان ومن 614-617 في أثناء حكم الفرس. يُعتقد، بسبب هذه الظروف، أن القدس لم يكن بها سوى عدد قليل من السكان اليهود قبل أحداث عام 614.

## الثورة وعواقبها
بعد الاستيلاء على القدس دون مقاومة، سلمت السيطرة على المدينة إلى نحميا بن هوشيل وبنيامين من طبرية. ثم عين نحميا حاكمًا للقدس. بدأ في وضع الترتيبات لبناء الهيكل الثالث، وفرز الأنساب لإنشاء الكهنوت أعلى جديد. ولكن، حدثت بعد بضعة أشهر فقط ثورة مسيحية. وقتل نحميا بن هوشيل ومجلسه المؤلف من ستة عشر رجلًا صالحًا مع العديد من اليهود الآخرين، وألقى البعض بأنفسهم من أسوار المدينة.
بعد اندلاع العنف في القدس فر اليهود الناجون إلى مخيم شهربراز في قيسارية. وتمكن المسيحيون من استعادة المدينة لفترة وجيزة قبل خرق قوات شهربراز التي حاصرت المدينة الأسوار. وفقا لأنطيوخوس ستراتيغوس، انطلق رئيس الدير موديستوس إلى أريحا حيث حشد قوة من الجيوش البيزنطية المرابطة هناك. ولكن بمجرد رؤية القوات البيزنطية الجيش الفارسي الساحق خارج أسوار المدينة، فروا خوفًا من معركة انتحارية. تختلف المصادر حول مدة استمرار الحصار. ويحتمل أنه استمر لمدة 19 أو 20 أو 21 يومًا وفقًا لمصدر هذا المقال.
أدى الحصار، وفقًا لسيبيوس، إلى مقتل 17,000 مسيحي. ولكن، ذكرت مصادر أخرى أن العدد أكثر من ذلك بكثير، وزعمت مقتل أكثر من 60,000 شخص. وبالمثل، يعد عدد المذبوحين بالقرب من بركة ماميلا (بركة مأمن الله) موضع خلاف، إذ توفر مصادر منفصلة أعدادًا تتراوح بين 4,518 و24,518 شخص. وقدرت مصادر مسيحية لاحقة أن إجمالي عدد القتلى يزيد عن 90,000، وهو رقم مبالغ فيه غالبًا. بالإضافة إلى ذلك، قيل إنه رحل نحو 35,000 إلى 37,000 شخص، بمن فيهم البطريرك زكريا، ليباعوا كعبيد. يقال أن المدينة أحرقت. ولكن، لم يعثر على أثار حريق واسع أو تدمير للكنائس في السجل الأثري. يقال أيضًا إن البحث عن الصليب الحقيقي تضمن تعذيب رجال الدين. ونقل الصليب الحقيقي إلى طيسفون، بمجرد العثور عليه.
عين موديستوس بطريرك المدينة. ولحقت أضرار بالعديد من الكنائس والمباني المسيحية الأخرى. بحلول النصف الأول من عام 616، استعيد النظام في القدس وأذن موديستوس بإعادة احتلال دير مار سابا. كانت تجري إعادة بناء الكنائس التالية: كنيسة القيامة، والجلجثة، «أم الكنائس» في جبل صهيون وكنيسة الصعود. وتعطي رسالة موديستوس انطباعًا بأن إعادة بناء هذه المواقع كانت قد اكتملت بالفعل. ولكن ذلك غير مرجح. بحلول عام 617 م، عكس الفرس سياستهم وانحازوا إلى المسيحيين على حساب اليهود، ربما بسبب ضغط من مسيحيي بلاد ما بين النهرين في بلاد فارس نفسها. ولكن، يبدو أن اليهود لم يطُردوا بعنف من القدس، كما اعتقد سيبيوس. إذ يبدو أن رسالة موديستوس ومصادر أخرى تشير ضمنًا إلى منع المزيد من المستوطنين اليهود من الاستيطان في القدس أو حولها. وهدم كنيس صغير في جبل الهيكل (الحرم الشريف). تحسنت حالة المرحلين في بلاد ما بين النهرين بعد التغيير في السياسة. وسجل سيبيوس أنه أعيد توطينهم جميعًا حسب مهنهم السابقة. 
بعد خلع كسرى الثاني في عام 628، عقد قباد الثاني السلام مع هرقل، وأعاد فلسطين الأولى والصليب الحقيقي إلى البيزنطيين. بقيت المدينة المحتلة والصليب المقدس في أيدي الساسانيين حتى أعادهم شهربراز. سيطر شهربراز وابنه نيكتاس، الذين اعتنقا المسيحية، على القدس حتى أواخر صيف/أوائل خريف 629. وفي 21 مارس 630، سار هرقل منتصرًا في القدس مع الصليب الحقيقي.
جاء هرقل منتصرًا إلى أرض فلسطين ، واستسلم يهود طبريا والناصرة، بقيادة بنيامين طبريا، وطلبوا حمايته. يُقال أن بنيامين رافق هرقل حتى في رحلته إلى القدس وأُقنع بالتحول إلى المسيحية، حصل بنيامين على عفو عام عن نفسه وعن اليهود. عمّد في نابلس في منزل يوستاثيوس، الذي كان مسيحيًا نافذًا. ولكن بمجرد وصول هرقل إلى القدس اقتنع بالتراجع عن وعده لبنيامين طبريا. وفقًا لأوثوشيوس (887-940)، أقنع المسيحيون والرهبان في القدس الإمبراطور بأن ينقض كلمته. ولكن، ينسب بعض العلماء المعاصرين قصة «قسم هرقل» إلى مجال الأساطير مشككين في أن هرقل قطع مثل هذا الوعد مطلقًا، واعتبروه بدلًا من ذلك من نتاج الدفاعيين اللاحقين. يقال إن الرهبان تعهدوا بصوم يوم في السنة تكفيرًا عن انتهاك قسم الإمبراطور لليهود، وما يزال الأقباط يصومون هذا اليوم، ويسمى صوم هرقل. طرد اليهود من القدس ولم يُسمح لهم بالاستقرار في قطر ثلاثة أميال. وتلا ذلك مذبحة عامة ضد السكان اليهود.